# گلوله‌ایان
گلوله‌ایان (نام علمی: Tolypeutinae) نام یک زیرخانواده از تیره آرمادیلو است.